# Harry Bunn
Harry Charles Bunn (Oldham, 21 november 1992) is een Engels profvoetballer die als aanvaller speelt.

## Clubcarrière
Bunn doorliep de jeugdopleiding van Manchester City. Hij werd zes keer voor een korte periode verhuurd maar wist de stap naar het eerste team van Manchester City niet te maken. In januari 2014 werd zijn contract ontbonden. Hij maakte vervolgens het seizoen af bij Huddersfield Town waaraan hij kort daarvoor al verhuurd was zonder tot speelminuten te komen. In de zomer van 2014 werd zijn contract met een jaar verlengd en Bunn wist een vaste waarde te worden bij de ploeg die uitkwam in de Championship. In het seizoen 2016/17, waarin hij minder aan bod kwam, promoveerde hij met zijn club naar de Premier League. Hij maakte echter de overstap naar Bury dat hem in 2018 verhuurd aan Southend United.